# مكتب النظام العام

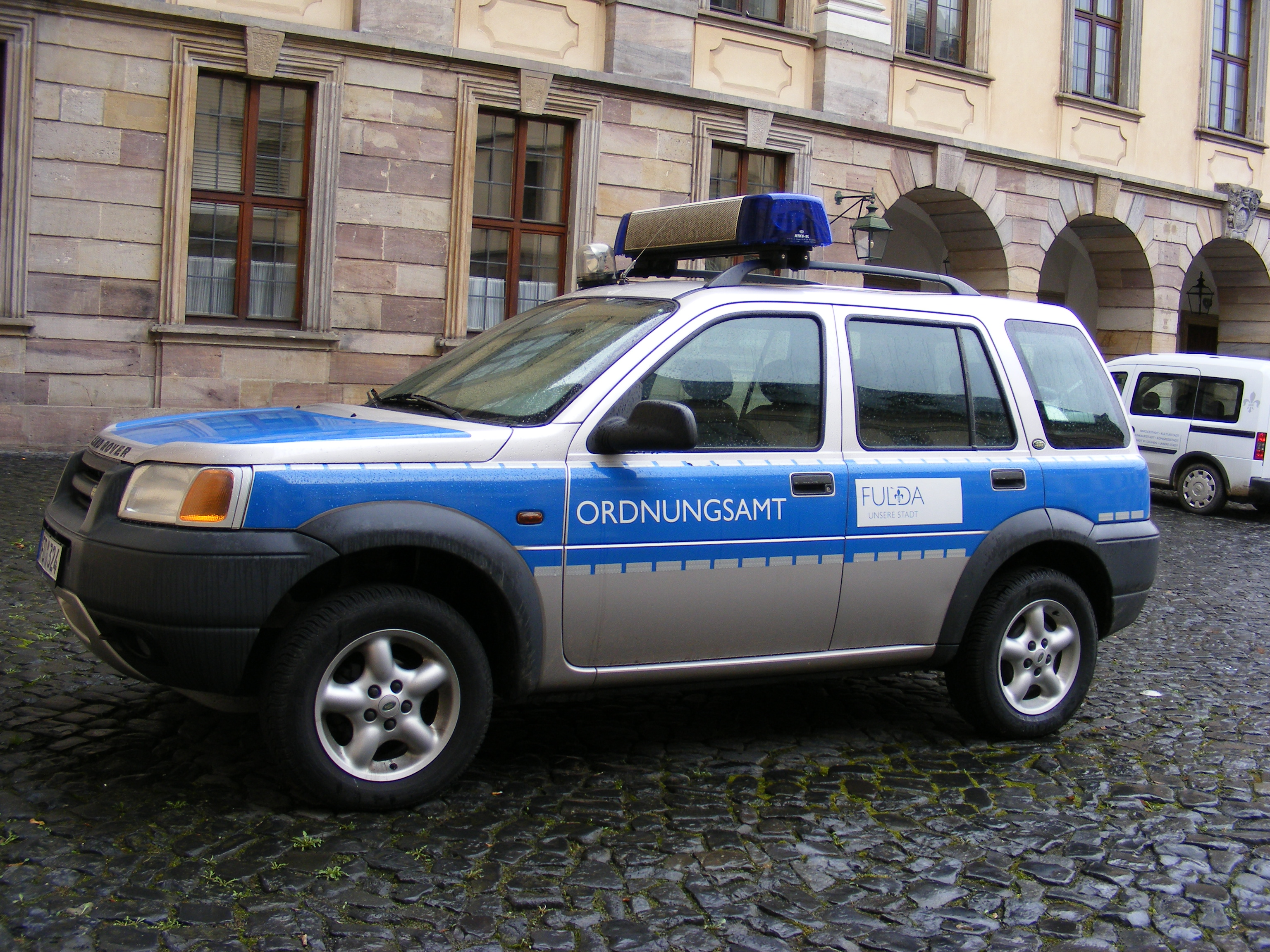
مركبة من مكتب النظام العام في فُلدا

مكتب النظام العام أو مكتب إنفاذ القانون هو في ألمانيا وفي بعض البلديات في النمسا اسم وحدة تنظيمية داخل الحكومة المحلية، حيث تتولى مهام تتعلق بإعاقة التهديدات للسلامة العامة أو النظام العام، في حال لم تسند هذه المهام إلى سلطات محددة بموجب قانون الولاية.